# De Boer (geslacht)

Familiewapen van De Boer

De Boer is een Nederlands, oorspronkelijk Oost-Fries, geslacht, waarvan de leden vanaf 1833 behoorden tot de Nederlandse adel en dat in 1856 in Nederland uitstierf.

## Geschiedenis
De stamreeks begint met Hybe Harmens (de Buht, de Boer) die in 1738 trouwde met Etje Everts († 1750). Hun kleinzoon Hijbo Everdes de Boer (1773-1838) trad in Bataafse, Franse en uiteindelijk Nederlandse krijgsdienst, waar hij de rang van kolonel bereikte.
Bij KB van 2 februari 1833 werd De Boer verheven in de Nederlandse adel; met een dochter van hem stierf het Nederlandse adellijke geslacht in 1856 uit.